# Anatswald
Anatswald ist ein Gemeindeteil des Marktes Oberstdorf im bayerischen Landkreis Oberallgäu.

## Geografie
Der als Streusiedlung angelegte Weiler liegt knapp sieben Kilometer südlich von Oberstdorf, östlich an der Stillach in deren Tal, das hier als breites Wiesengebiet ausgebildet ist.

## Geschichte
Namensgeber für den Ort könnte eventuell der Personenname Anno gewesen sein.
Im Jahr 1637 sind hier erstmals sogenannte Auszugs- oder Futterhäuser erwähnt, in die Bewohner der umliegenden Dörfer mit ihrem Vieh im Winter für einige Zeit zogen, um das dort gelagerte Heu zu verfüttern. Zu Beginn des 19. Jahrhunderts hatte sich daraus eine kleine Dauersiedlung entwickelt. 1848 wird von drei dauerbewohnten Häusern berichtet. Bis 1965 befand sich in dem Ort auch die Schule für das gesamte Birgsautal.

## Baudenkmäler
Siehe: Liste der Baudenkmäler in Anatswald